# Palpares ertli
Palpares ertli är en insektsart som först beskrevs av Navás 1912.  Palpares ertli ingår i släktet Palpares och familjen myrlejonsländor. Inga underarter finns listade i Catalogue of Life.